# Kazuhiko Aoki
Kazuhiko Aoki (青木 和彦 Aoki Kazuhiko) (6 de noviembre de 1961) es un creador y productor de videojuegos japonés, y uno de los desarrolladores originales de Square Enix (antigua Square). Es famoso por su trabajo en conformar al equipo que creó Chrono Trigger, en el cual aparece en uno de sus finales. Recientemente ha trabajado en la remake de Final Fantasy III para la consola Nintendo DS.

## Proyectos
- Final Fantasy III (DS) (supervisor de batallas) (2006)
- Code Age Commanders (director del diseño de juego) (2005)
- Final Fantasy Crystal Chronicles (director) (2003)
- Final Fantasy IX (director de eventos, escenario) (2000)
- Chocobo's Dungeon 2 (director) (1998)
- Chocobo's Dungeon (director) (1997)
- Final Fantasy VII (diseño de eventos) (1997)
- Chrono Trigger (productor) (1995)
- Hanjuku Hero (SNES) (director) (1993)
- Final Fantasy IV (diseño de batallas) (1991)
- Final Fantasy III (diseño) (1990)
- Hanjuku Hero (director) (1988)